# Complete review
Die complete review ist eine englischsprachige literarische Website, die seit März 1999 besteht. Sie ist hauptsächlich dafür bekannt, Zitate aus und Hyperlinks zu Buchrezensionen zu aggregieren, ergänzt durch eine eigene Besprechung des jeweiligen Werks. Daneben bietet sie seit August 2002 den Blog Literary Saloon sowie die im Februar 2000 gegründete elektronische Literaturzeitschrift complete review Quarterly, in der seit 2008 jedoch kaum noch neues Material erscheint. Obwohl die Seite privat und von einer Einzelperson betrieben wird, bietet sie inzwischen (Stand: 2012) Rezensionen zu über 2800 Büchern und erhält laut eigenen Angaben mehrere hundert Rezensionsexemplare pro Jahr. Sie wurde 2004 von der New York Times als eine der „besten literarischen Anlaufstellen im Web“ bezeichnet und 2005 von der Zeitschrift Time zu einer der „50 coolsten Websites des Jahres“ gekürt.

## Geschichte
Die complete review wurde im März 1999 von dem gebürtigen Österreicher Michael A. Orthofer gegründet, der derzeit in New York City lebt. Seine ursprüngliche Idee war es eine Website zu schaffen, die neben Basisinformationen zu einzelnen Büchern Hyperlinks auf möglichst viele im Web verfügbare Rezensionen sammelt. Da nicht für alle Bücher ausführliche Besprechungen zu finden waren, ging er bald dazu über, die Links durch eigene Rezensionen zu ergänzen. Um der Seite eine institutionelle Identität zu verleihen, unterzeichnete Orthofer seine Beiträge zunächst nicht namentlich. Erst im April 2009 erklärte er, dass etwa 95 % der bisher veröffentlichten Beiträge von ihm stammten und ging dazu über, Rezensionen und Blog-Einträge mit seinem Namen zu versehen.
Die complete review nutzt kein Content-Management-System, sondern hält eng an seinem ursprünglichen, einfachen und von Hand geschriebenen Layout fest. Sie finanziert sich hauptsächlich durch Teilnahme am amazon.com Affiliate-Programm. Im Rahmen dessen erhält die Seite eine Provision für alle Einkäufe, die durch einen Link von der complete review zustande kamen.